# Jaan Kodanipork
Jaan Kodanipork (* 5. Juni 1947 in Tallinn; † 27. November 2018 ebenda) war ein estnischer Radrennfahrer und nationaler Meister im Radsport.

## Sportliche Laufbahn
Kodanipork war im Straßenradsport aktiv. Er begann 1961 mit dem Radsport. 1968 gewann er die nationale Meisterschaft im Straßenrennen. 1967 und 1969 gewann er den Titel im Mannschaftszeitfahren. 1969 und 1972 war er Vizemeister sowie 1970 Dritter der Meisterschaft geworden. 1970 siegte Kodanipork im finnischen Eintagesrennen Mynämäen ajot.

## Berufliches
Von 1972 bis 1977 war er Mechaniker der estnischen Nationalmannschaft. Danach war er als Taxifahrer und Kraftfahrer tätig.